# Neusiedl (Gemeinde Zwettl-Niederösterreich)
Neusiedl ist eine Ortschaft in Niederösterreich und eine Katastralgemeinde der zum Bezirk Zwettl gehörenden Stadtgemeinde Zwettl-Niederösterreich. Am 1. Jänner 2024 hatte die Ortschaft 44 Einwohner auf einer Fläche von 1,22 km².

## Lage
Der Ort Neusiedl liegt abseits der Durchzugsstraßen, an der Landesstraße L8251 zwischen dem Unterrosenauerwald und dem Dorf Rosenau in einer Entfernung von etwa 10 km nordwestlich des Stadtzentrums von Zwettl. Er ist durch die Postbushaltestelle im benachbarten Dorf Rosenau mit dem österreichischen Überlandbusnetz verbunden.
Das Katastergebiet grenzt im Norden an Jagenbach, im Osten an Rosenau Dorf, im Süden und Südwesten an Unterrosenauerwaldhäuser sowie im Westen an Purken.

## Geschichte
Neusiedl wurde 1280 als Nevsidel zum ersten Mal urkundlich erwähnt. Der Name bedeutet so viel wie „beim neu angelegten Siedlungsgebiet“.
Laut Adressbuch von Österreich waren im Jahr 1938 in Neusiedl ein Tischler und mehrere Landwirte ansässig.